# Parti du littoral
Le Kystpartiet (Parti du littoral) fut fondé en 1999 par un ancien pêcheur et baleinier, Steinar Bastesen, qui fut député de 2001 à 2005, et depuis le parti n'a plus d'élus. Il possède des représentants dans quelques cantons du Troms et une commune du Nordland.

## Profil politique
Défend les intérêts des pêcheurs.
Conservateur chrétien, empreint de préoccupations environnementalistes.